# Serie A 1962 (hockey su pista)
La Serie A 1962 è stata la 39ª edizione (la 13ª a girone unico), del torneo di primo livello del campionato italiano di hockey su pista. La competizione ha avuto inizio il 12 maggio e si è conclusa il 15 settembre 1962.
Lo scudetto è stato conquistato dalla Triestina per la sedicesima volta nella sua storia.

## Stagione

### Novità
A prendere il testimone della Lazio e della Mens Sana Siena retrocesse in Serie B vi furono, vincendo il campionato cadetto, il Pirelli e l'Treviso. Al torneo parteciparono: Amatori Modena, Amatori Novara, DLF Trieste, Marzotto Valdagno, Candy Monza, Novara, Triestina e appunto il Pirelli e l'Enal Pinsport Treviso. Successivamente la Lazio fu ripescata a completamento dell'organico della Serie A per la rinuncia dell'Amatori Novara a partecipare alla massima serie.

### Formula
La formula del campionato fu la stessa della stagione precedente; la manifestazione fu organizzata con un girone all'italiana, con gare di andata e ritorno per un totale di 18 giornate: erano assegnati 2 punti per l'incontro vinto e un punto a testa per l'incontro pareggiato, mentre non ne era attribuito alcuno per la sconfitta. Al termine del campionato la prima squadra classificata venne proclamata campione d'Italia mentre la nona e la decima classificata retrocedettero in Serie B.

### Avvenimenti
Il campionato iniziò il 12 maggio e si concluse il 15 settembre 1962. Alla quinta giornata prese la testa della classifica il sorprendente Lodi capace di infilare cinque vittorie consecutive all'inizio del torneo; i lombardi erano inseguiti dall'Amatori Modena di Claudio Brezigar e dalla Triestina mentre erano già attardate il Monza campione in carica, che complessivamente disputò una stagione opaca chiusa al quinto posto che risultò essere il peggior piazzamento degli ultimi dieci anni, e il Novara. Il settimo turno vide il primo avvicendamento in testa alla classifica con i modenesi che sorpassarono il Lodi; il primato dei gialloblu duro tuttavia solo una giornata.
Infatti dopo essere stati raggiunti al nono turno passò in testa al campionato la Triestina che infilando dieci vittorie consecutive prese la testa della classifica senza più lasciarla e laureandosi campione d'Italia con un turno di anticipo sulla fine del torneo. Al secondo posto giunse l'Amatori Modena e completò il podio il Lodi che giunse terzo disputando un'ottima stagione. Retrocedettero in Serie B, dopo un solo campionato, il Pirelli e il Treviso.
Aldo Gelmini del Lodi segnando 54 reti vinse per la seconda volta la classifica dei cannonieri.

## Squadre partecipanti
| Club              | Stagione | Città         | Impianto                  | Stagione precedente              |
| ----------------- | -------- | ------------- | ------------------------- | -------------------------------- |
| Amatori Modena    | dettagli | Modena        | Pista del Rifugio Verde   | 2º in Serie A                    |
| DLF Trieste       | dettagli | Trieste       | Pista di viale Miramare   | 7º in Serie A                    |
| Lazio             | dettagli | Roma          | ?                         | 9º in Serie A, retrocesso        |
| Lodi              | dettagli | Lodi (MI)     | Pista Revellino           | 8º in Serie A                    |
| Marzotto Valdagno | dettagli | Valdagno (VI) | Pista Cavalchina          | 3º in Serie A                    |
| Candy Monza       | dettagli | Monza (MI)    | Pista di via Boccaccio    | 1º in Serie A, campione d'Italia |
| Novara            | dettagli | Novara        | Pista in viale Buonarroti | 4º in Serie A                    |
| Pirelli           | dettagli | Milano        | ?                         | 1º in Serie B, promosso          |
| Treviso           | dettagli | Treviso       | ?                         | 2º in Serie B, promosso          |
| Triestina         | dettagli | Trieste       | Pista di viale Miramare   | 6º in Serie A                    |

### Allenatori e primatisti
| Squadra           | Allenatore     | Cannoniere             |
| ----------------- | -------------- | ---------------------- |
| Amatori Modena    |                | Claudio Brezigar (40)  |
| DLF Trieste       |                | Gregori (31)           |
| Lazio             |                | Giovanni Masala (36)   |
| Lodi              |                | Aldo Gelmini (54)      |
| Marzotto Valdagno |                | Luigi De Gerone (26)   |
| Candy Monza       |                | Maurizio Gelmini (18)  |
| Novara            | Sergio Nanotti | Renzo Zaffinetti (45)  |
| Pirelli           |                | Franchi (16)           |
| Treviso           |                | Valente (28)           |
| Triestina         | Mario Cergol   | Romano Martellani (22) |

## Classifica finale
|  | Pos. | Squadra           | Pt | G  | V  | N | P  | GF  | GS  | DR  |
|  | ---- | ----------------- | -- | -- | -- | - | -- | --- | --- | --- |
|  | 1.   | Triestina         | 31 | 18 | 15 | 1 | 2  | 80  | 33  | +47 |
|  | 2.   | Amatori Modena    | 27 | 18 | 12 | 3 | 3  | 104 | 49  | +55 |
|  | 3.   | Lodi              | 26 | 18 | 12 | 2 | 4  | 93  | 58  | +35 |
|  | 4.   | Novara            | 25 | 18 | 12 | 1 | 5  | 122 | 86  | +36 |
|  | 5.   | Candy Monza       | 20 | 18 | 10 | 0 | 8  | 79  | 57  | +22 |
|  | 6.   | DLF Trieste       | 16 | 18 | 7  | 2 | 9  | 75  | 87  | -12 |
|  | 7.   | Marzotto Valdagno | 15 | 18 | 6  | 3 | 9  | 61  | 75  | -14 |
|  | 8.   | Lazio             | 8  | 18 | 4  | 0 | 14 | 70  | 123 | -53 |
|  | 9.   | Pirelli           | 7  | 18 | 3  | 1 | 14 | 46  | 107 | -61 |
|  | 10.  | Treviso           | 5  | 18 | 2  | 1 | 15 | 63  | 118 | -55 |

Legenda:
      Campione d'Italia.
      Retrocessa in Serie B.
Note:
Due punti a vittoria, uno a pareggio, zero a sconfitta.

## Risultati

### Tabellone
| 1962              | AmMo | DlfT | Lazi | Lodi | MarV | Monz | Nova | Pire | Trev | Tris |
| ----------------- | ---- | ---- | ---- | ---- | ---- | ---- | ---- | ---- | ---- | ---- |
| Amatori Modena    | –––– | 7-3  | 16-4 | 8-4  | 3-3  | 4-3  | 6-3  | 8-3  | 7-2  | 2-4  |
| DLF Trieste       | 1-8  | –––– | 6-4  | 6-5  | 5-5  | 6-2  | 4-6  | 5-2  | 7-4  | 1-3  |
| Lazio             | 1-4  | 0-7  | –––– | 4-6  | 4-5  | 2-7  | 6-13 | 7-4  | 10-6 | 2-7  |
| Lodi              | 5-5  | 6-3  | 4-3  | –––– | 5-2  | 2-1  | 6-5  | 10-2 | 10-2 | 2-3  |
| Marzotto Valdagno | 2-2  | 6-4  | 9-7  | 0-5  | –––– | 1-2  | 9-3  | 5-3  | 3-1  | 1-2  |
| Monza             | 2-1  | 10-2 | 3-1  | 2-4  | 6-2  | –––– | 6-5  | 9-1  | 11-7 | 2-4  |
| Novara            | 4-3  | 10-6 | 10-1 | 5-3  | 7-5  | 4-2  | –––– | 14-5 | 15-5 | 1-5  |
| Pirelli           | 2-13 | 2-4  | 1-4  | 1-8  | 2-1  | 3-2  | 5-5  | –––– | 5-1  | 1-2  |
| Treviso           | 2-5  | 3-3  | 6-8  | 3-5  | 4-1  | 4-6  | 5-6  | 6-4  | –––– | 1-6  |
| Triestina         | 1-2  | 4-2  | 9-2  | 3-3  | 10-1 | 4-3  | 4-6  | 3-0  | 6-1  | –––– |

### Calendario
| Andata (1ª) | Andata (1ª) | Prima giornata          | Ritorno (10ª) | Ritorno (10ª) |
|             |             |                         |               |               |
| 12 mag.     | 4-6         | DLF Trieste-Novara      | 6-10          | 14 lug.       |
| 12 mag.     | 2-7         | Lazio-Triestina         | 2-9           | 14 lug.       |
| 12 mag.     | 1-2         | Marzotto Valdagno-Monza | 2-6           | 14 lug.       |
| 12 mag.     | 1-8         | Pirelli-Lodi            | 2-10          | 14 lug.       |
| 12 mag.     | 2-5         | Treviso-Amatori Modena  | 2-7           | 14 lug.       |

| Andata (2ª) | Andata (2ª) | Seconda giornata       | Ritorno (11ª) | Ritorno (11ª) |
|             |             |                        |               |               |
| 19 mag.     | 8-3         | Amatori Modena-Pirelli | 13-2          | 21 lug.       |
| 19 mag.     | 5-2         | Lodi-Marzotto Valdagno | 5-0           | 21 lug.       |
| 19 mag.     | 10-2        | Monza-DLF Trieste      | 2-6           | 21 lug.       |
| 19 mag.     | 10-1        | Novara-Lazio           | 13-6          | 21 lug.       |
| 19 mag.     | 6-1         | Triestina-Treviso      | 6-1           | 21 lug.       |

| Andata (3ª) | Andata (3ª) | Terza giornata              | Ritorno (12ª) | Ritorno (12ª) |
|             |             |                             |               |               |
| 26 mag.     | 1-8         | DLF Trieste-Amatori Modena  | 3-7           | 28 lug.       |
| 26 mag.     | 4-6         | Lazio-Lodi                  | 3-4           | 28 lug.       |
| 26 mag.     | 1-2         | Marzotto Valdagno-Triestina | 1-10          | 28 lug.       |
| 26 mag.     | 5-5         | Pirelli-Novara              | 5-14          | 28 lug.       |
| 26 mag.     | 4-6         | Treviso-Monza               | 7-11          | 28 lug.       |

| Andata (4ª) | Andata (4ª) | Quarta giornata                  | Ritorno (13ª) | Ritorno (13ª) |
|             |             |                                  |               |               |
| 2 giu.      | 3-3         | Amatori Modena-Marzotto Valdagno | 2-2           | 4 ago.        |
| 2 giu.      | 1-3         | DLF Trieste-Triestina            | 2-4           | 4 ago.        |
| 2 giu.      | 2-1         | Lodi-Monza                       | 4-2           | 4 ago.        |
| 2 giu.      | 15-5        | Novara-Treviso                   | 6-5           | 4 ago.        |
| 2 giu.      | 1-4         | Pirelli-Lazio                    | 4-7           | 4 ago.        |

| Andata (5ª) | Andata (5ª) | Quinta giornata          | Ritorno (14ª) | Ritorno (14ª) |
|             |             |                          |               |               |
| 9 giu.      | 0-7         | Lazio-DLF Trieste        | 4-6           | 11 ago.       |
| 9 giu.      | 9-3         | Marzotto Valdagno-Novara | 5-7           | 11 ago.       |
| 9 giu.      | 9-1         | Monza-Pirelli            | 2-3           | 11 ago.       |
| 9 giu.      | 3-5         | Treviso-Lodi             | 2-10          | 11 ago.       |
| 9 giu.      | 1-2         | Triestina-Amatori Modena | 4-2           | 11 ago.       |

| Andata (6ª) | Andata (6ª) | Sesta giornata          | Ritorno (15ª) | Ritorno (15ª) |
|             |             |                         |               |               |
| 16 giu.     | 6-3         | Amatori Modena-Novara   | 3-4           | 25 ago.       |
| 16 giu.     | 4-5         | Lazio-Marzotto Valdagno | 7-9           | 25 ago.       |
| 16 giu.     | 6-3         | Lodi-DLF Trieste        | 5-6           | 25 ago.       |
| 16 giu.     | 5-1         | Pirelli-Treviso         | 4-6           | 25 ago.       |
| 16 giu.     | 4-3         | Triestina-Monza         | 4-2           | 25 ago.       |

| Andata (7ª) | Andata (7ª) | Settima giornata          | Ritorno (16ª) | Ritorno (16ª) |
|             |             |                           |               |               |
| 23 giu.     | 8-4         | Amatori Modena-Lodi       | 5-5           | 1º set.       |
| 23 giu.     | 5-2         | DLF Trieste-Pirelli       | 4-2           | 1º set.       |
| 23 giu.     | 3-1         | Monza-Lazio               | 7-2           | 1º set.       |
| 23 giu.     | 1-5         | Novara-Triestina          | 6-4           | 1º set.       |
| 23 giu.     | 4-1         | Treviso-Marzotto Valdagno | 1-3           | 1º set.       |

| Andata (8ª) | Andata (8ª) | Ottava giornata               | Ritorno (17ª) | Ritorno (17ª) |
|             |             |                               |               |               |
| 30 giu.     | 10-6        | Lazio-Treviso                 | 8-6           | 8 set.        |
| 30 giu.     | 6-5         | Lodi-Novara                   | 3-5           | 8 set.        |
| 30 giu.     | 6-4         | Marzotto Valdagno-DLF Trieste | 5-5           | 8 set.        |
| 30 giu.     | 2-1         | Monza-Amatori Modena          | 3-4           | 8 set.        |
| 30 giu.     | 3-0         | Triestina-Pirelli             | 2-1           | 8 set.        |

| \| Andata (9ª) \| Andata (9ª) \| Nona giornata \| Ritorno (18ª) \| Ritorno (18ª) \| \| \| \| \| \| \| \| 7 lug. \| 7-4 \| DLF Trieste-Treviso \| 3-3 \| 15 set. \| \| 7 lug. \| 1-4 \| Lazio-Amatori Modena \| 4-16 \| 15 set. \| \| 7 lug. \| 2-3 \| Lodi-Triestina \| 3-3 \| 15 set. \| \| 7 lug. \| 4-2 \| Novara-Monza \| 5-6 \| 15 set. \| \| 7 lug. \| 2-1 \| Pirelli-Marzotto Valdagno \| 3-5 \| 15 set. \| |             |                           |               |               |
| Andata (9ª) | Andata (9ª) | Nona giornata             | Ritorno (18ª) | Ritorno (18ª) |
| |             |                           |               |               |
| 7 lug. | 7-4         | DLF Trieste-Treviso       | 3-3           | 15 set.       |
| 7 lug. | 1-4         | Lazio-Amatori Modena      | 4-16          | 15 set.       |
| 7 lug. | 2-3         | Lodi-Triestina            | 3-3           | 15 set.       |
| 7 lug. | 4-2         | Novara-Monza              | 5-6           | 15 set.       |
| 7 lug. | 2-1         | Pirelli-Marzotto Valdagno | 3-5           | 15 set.       |

## Verdetti
| Verdetto               | Club                   |
| ---------------------- | ---------------------- |
| Campione d'Italia 1962 | Triestina (16º titolo) |
| Retrocesse in Serie B  | Pirelli Treviso        |

### Squadra campione
| N° | Naz.              | Ruolo | Sportivo          |  |  |  |
| -- | ----------------- | ----- | ----------------- |  |  |  |
| ?  | Italia (bandiera) | E     | Franco Cervo      |  |  |  |
| ?  | Italia (bandiera) | E     | Damiani           |  |  |  |
| ?  | Italia (bandiera) | E     | Fabris            |  |  |  |
| ?  | Italia (bandiera) | E     | Claudio Italia    |  |  |  |
| ?  | Italia (bandiera) | P     | Enzo Mari         |  |  |  |
| ?  | Italia (bandiera) | E     | Romano Martellani |  |  |  |
| ?  | Italia (bandiera) | E     | Flavio Perok      |  |  |  |
| ?  | Italia (bandiera) | E     | Roberto Pockay    |  |  |  |
| ?  | Italia (bandiera) | E     | Giuseppe Prinz    |  |  |  |
| ?  | Italia (bandiera) | E     | Claudio Russo     |  |  |  |
| ?  | Italia (bandiera) | P     | Leone Salvini     |  |  |  |

- Allenatore:  Mario Cergol

## Statistiche del torneo

### Capoliste solitarie
|    | —— | —— | —— | ——   | ——   | ——   | —— | ——        | ——        | ——        | ——        | ——        | ——        | ——        | ——        | ——        | ——        | —— |  |
|    |    |    |    | Lodi | Lodi | Mod. |    | Triestina | Triestina | Triestina | Triestina | Triestina | Triestina | Triestina | Triestina | Triestina | Triestina |    |  |
|    |    |    |    |      |      |      |    |           |           |           |           |           |           |           |           |           |           |    |  |
|    |    |    |    |      |      |      |    |           |           |           |           |           |           |           |           |           |           |    |  |
| 1ª | 2ª | 3ª | 4ª | 5ª   | 6ª   | 7ª   | 8ª | 9ª        | 10ª       | 11ª       | 12ª       | 13ª       | 14ª       | 15ª       | 16ª       | 17ª       | 18ª       |    |  |

### Classifica in divenire
|                   | 1ª | 2ª | 3ª | 4ª | 5ª | 6ª | 7ª | 8ª | 9ª | 10ª | 11ª | 12ª | 13ª | 14ª | 15ª | 16ª | 17ª | 18ª |
| ----------------- | -- | -- | -- | -- | -- | -- | -- | -- | -- | --- | --- | --- | --- | --- | --- | --- | --- | --- |
| Amatori Modena    | 2  | 4  | 6  | 7  | 9  | 11 | 13 | 13 | 15 | 17  | 19  | 21  | 22  | 22  | 22  | 23  | 25  | 27  |
| DLF Trieste       | 0  | 0  | 0  | 0  | 2  | 2  | 4  | 4  | 6  | 6   | 8   | 8   | 8   | 10  | 12  | 14  | 15  | 16  |
| Lazio             | 0  | 0  | 0  | 2  | 2  | 2  | 2  | 4  | 4  | 4   | 4   | 4   | 6   | 6   | 6   | 6   | 8   | 8   |
| Lodi              | 2  | 4  | 6  | 8  | 10 | 12 | 12 | 14 | 14 | 16  | 18  | 20  | 22  | 24  | 24  | 25  | 25  | 26  |
| Marzotto Valdagno | 0  | 0  | 0  | 1  | 3  | 5  | 5  | 7  | 7  | 7   | 7   | 7   | 8   | 8   | 10  | 12  | 13  | 15  |
| Candy Monza       | 2  | 4  | 6  | 6  | 8  | 8  | 10 | 12 | 12 | 14  | 14  | 16  | 16  | 16  | 16  | 18  | 18  | 20  |
| Novara            | 2  | 4  | 5  | 7  | 7  | 7  | 7  | 7  | 9  | 11  | 13  | 15  | 17  | 19  | 21  | 23  | 25  | 25  |
| Pirelli           | 0  | 0  | 1  | 1  | 1  | 3  | 3  | 3  | 5  | 5   | 5   | 5   | 5   | 7   | 7   | 7   | 7   | 7   |
| Treviso           | 0  | 0  | 0  | 0  | 0  | 0  | 2  | 2  | 2  | 2   | 2   | 2   | 2   | 2   | 4   | 4   | 4   | 5   |
| Triestina         | 2  | 4  | 6  | 8  | 8  | 10 | 12 | 14 | 16 | 18  | 20  | 22  | 24  | 26  | 28  | 28  | 30  | 31  |

### Record squadre
- Maggior numero di vittorie: Triestina (15)
- Minor numero di vittorie: Treviso (2)
- Maggior numero di pareggi: Amatori Modena e Marzotto Valdagno (3)
- Minor numero di pareggi: Candy Monza e Lazio (0)
- Maggior numero di sconfitte: Treviso (15)
- Minor numero di sconfitte: Triestina (2)
- Miglior attacco: Novara (122 reti realizzate)
- Peggior attacco: Pirelli (46 reti realizzate)
- Miglior difesa: Triestina (33 reti subite)
- Peggior difesa: Lazio (123 reti subite)
- Miglior differenza reti: Amatori Modena (+55)
- Peggior differenza reti: Pirelli (-61)

### Classifica cannonieri
| Gol |  |  | Giocatore        | Squadra           |
| --- |  |  | ---------------- | ----------------- |
| 54  |  |  | Aldo Gelmini     | Lodi              |
| 45  |  |  | Renzo Zaffinetti | Novara            |
| 40  |  |  | Claudio Brezigar | Amatori Modena    |
| 36  |  |  | Giovanni Masala  | Lazio             |
| 34  |  |  | Gastone Tavoni   | Amatori Modena    |
| 31  |  |  | Gregori          | DLF Trieste       |
| 28  |  |  | Rautnich         | Lazio             |
| 28  |  |  | Valente          | Treviso           |
| 27  |  |  | Armando Spessot  | DLF Trieste       |
| 26  |  |  | Luigi De Gerone  | Marzotto Valdagno |

### Libri
- La Gazzetta dello Sport, Annuario dello Sport 1963, Milano, Edizioni S.E.S.S.,  pp. 200-201, risultati e classifica finale della stagione 1962, conservato dalla Biblioteca comunale centrale di Milano, deposito di via Quaranta.
- Gianfranco Capra e Mario Scendrate, Hockey su pista in Italia e nel mondo, Novara, Casa Editrice S.E.N., settembre 1984,  p. 103.

### Giornali
- La Gazzetta dello Sport, conservata microfilmato presso.
  - Biblioteca Nazionale Braidense di Milano, presso MediaTeca Santa Teresa, via Moscova 28 a Milano;
  - Biblioteca Nazionale Centrale di Firenze;
  - Biblioteca Nazionale Centrale di Roma;
  - Biblioteca Civica Berio di Genova;
  - e presso Emeroteca del C.O.N.I. di Roma (non è online ma è da consultare in sede).
- Il Cittadino di Monza e Brianza, che ha sempre pubblicato i risultati nell'edizione del giovedì. Giornale conservato microfilmato presso la Biblioteca Nazionale Braidense di Milano (presso emeroteca Santa Teresa in via Moscova 28) e la Biblioteca Comunale di Monza.